# Alhama de Granada
Alhama de Granada là một đô thị trong tỉnh Granada, Tây Ban Nha.